# Gran Hotel Pocitos
El Hotel de los Pocitos fue un establecimiento ubicado en la playa de Pocitos en Montevideo (Uruguay). Fue punto de encuentro y alojamiento de centenares de familias locales y argentinas, hasta que fue demolido por daños que había causado un fuerte temporal.
Desde el verano de 1876 - 1877, la playa de Pocitos ya contaba con el "Recreo de los Pocitos". El lugar comenzó a ganar popularidad en la capital montevideana y se convirtió en un verdadero punto de atracción en la temporada estival.

## Hotel de los Pocitos
En 1882, los trabajadores de "Tranvía a los Pocitos, Buceo y Unión" (1875 - 1907) construyen a sus costados algunas casillas para facilitar el cambio de vestimenta de aquellos que venían de lugares más urbanos a pasar un día en la arena. Así todo el complejo ahora contaba con: dos hileras de baños y cambiadores -una para damas y otra para caballeros-, una enorme terraza y un osado muelle para acercarse al Río de la Plata, además del hotel. Dejaba de ser "Recreo de los Pocitos" para ser "Hotel de los Pocitos", ahora con más lujos y un fino restaurante francés.
Un devastador incendio destruye prácticamente por completo el lugar en 1892, y la playa se queda sin uno de sus principales puntos de encuentro.

## Reconstrucción

El Hotel de los Pocitos en 1922.

Comenzado el siglo XX, Montevideo sustituye sus tranvías impulsados por caballos por líneas eléctricas que facilitan y hacen más masivo el movimiento de gente. Esto hace que el acceso a la costa sea más sencillo, y Pocitos remonta en popularidad. Durante la presidencia de Claudio Williman (20° Presidente Constitucional de Uruguay) se comienza a diseñar un nuevo proyecto para construir un nuevo hotel bajo el nombre de "Gran Hotel Pocitos". El arquitecto elegido fue el británico, montevideano residente, John Adams, que venía de diseñar el emblemático London París, construido entre 1905 y 1908. En 1912, Adams presenta sus planos para lo que sería el "Gran Hotel Pocitos", con el objetivo de darle una nueva vida ese punto.

Vista aérea de la Playa Pocitos. Al centro: Hotel de los Pocitos.

Se inaugura con gran éxito y convocatoria sobre los pilares del incendiado "Hotel de los Pocitos", vive temporadas estivales de masiva concurrencia, con mucho visitante extranjero que venía a disfrutar de las cómodas instalaciones.

## Declive y demolición
Su muelle y gran parte de las terrazas fueron destruidos por un fuerte temporal que azotó Montevideo el 10 de julio de 1923 (el mismo que desoló El Bajo) dejando a la ciudad sin energía eléctrica por dos días. Eso marcó un antes y después en cuanto a la calidad del establecimiento. En 1935, doce años más tarde, otra tormenta vuelve a causar grandes daños en el hotel y le dio el golpe final. Ya con problemas estructurales, y la amenaza constante de otro temporal, el proyecto se vino abajo y fue demolido en los años siguientes.

## Restos en la actualidad
En el invierno de 2015 hubo una bajante de la marea en las costas montevideanas (Río de la Plata) y quedaron a la vista restos de lo que cien años atrás fue el centro de atracción principal de playa capitalina. La Unidad de Playas de la División Limpieza de la Intendencia de Montevideo retiró postes que formaban parte del muelle del hotel.